# Associação para a Defesa dos Interesses de Macau
A Associação para a Defesa dos Interesses de Macau (ADIM) é uma associação política de matriz portuguesa e de cariz conservador e localista fundada em 1974 por um grupo de macaenses, entre os quais estavam Delfino José Rodrigues Ribeiro e Carlos Augusto Corrêa Paes d’Assumpção, que se tornou naturalmente no líder desta associação. A ADIM manteve uma relação de estreita colaboração política com o Centro Democrático Social (CDS) português, cuja ideologia se assemelhava à do ADIM.

## História

### Objectivos
Ao contrário do seu rival e opositor mais liberal, o Centro Democrático de Macau (CDM), o principal objectivo da ADIM não era a democratização da sociedade de Macau, mas sim evitar a aplicação em Macau do rápido processo de descolonização já iniciado nas colónias africanas portuguesas. A ADIM defendia a curto prazo a manutenção do statu quo de Macau como território português. Com a formação da ADIM, acentuou-se também a pressão local na transformação das estruturas coloniais que ainda vigoravam em Macau.

### Actos eleitorais
A ADIM participou nas eleições realizadas em 1975 para a Assembleia Constituinte de Portugal e conseguiu obter 1622 votos (0,03%), derrotando a CDM e conseguindo eleger 1 deputado, Diamantino de Oliveira Ferreira, pelo círculo eleitoral de Macau.
O co-fundador e líder da ADIM, Carlos d'Assumpção, participou activamente na elaboração do novo Estatuto Orgânico de Macau (EOM) e conduziu a ADIM à vitória nas primeiras eleições legislativas livres de Macau, em 1976. Nestas eleições, onde estava em causa a escolha de 6 deputados por sufrágio directo e 6 por sufrágio indirecto (para um total de 17 deputados), a ADIM conseguiu vencer com cerca de 55 por cento dos votos (1497 votos num total de 2846 eleitores votantes) e eleger 4 deputados (Carlos Augusto Corrêa Paes d’Assumpção, Diamantino de Oliveira Ferreira, Susana Chou e José da Conceição Noronha) pela via do sufrágio directo. Logo, Carlos d’Assumpção foi eleito presidente da Assembleia Legislativa de Macau, cargo que ele exerceu até à data da sua morte (1992).
Nas eleições legislativas de 1980, a ADIM venceu com 1433 votos (59,3%), conseguindo eleger 4 deputados (Carlos Augusto Corrêa Paes d’Assumpção, Joaquim Morais Alves, Anabela Fátima Xavier Sales Ritchie e Diamantino Oliveira Ferreira) por sufrágio directo. A ADIM conseguiu também eleger um deputado (Delfino José Rodrigues Ribeiro) por sufrágio indirecto, em lista única, pelo sector dos interesses de ordem moral.
Em 1984, Carlos d'Assumpção protagonizou um conflito invulgar em Macau com o Governador Vasco Almeida e Costa, o que resultou na dissolução da Assembleia Legislativa (AL) em 1984. Foram convocadas neste ano novas eleições legislativas, as primeiras em que houve um predomínio do eleitorado não português no sufrágio directo, fruto das reformas e incentivos fiscais ao recenseamento eleitoral decretados pelo Governador Almeida e Costa, dias antes da dissolução da AL. Carlos d'Assumpção, com a ajuda de Pequim, liderou uma lista composta por vários elementos importantes da comunidade chinesa. A sua lista (Lista B: União Eleitoral), composta também por elementos portugueses e macaenses vindos da ADIM, venceu com 16003 votos (58,87%), conseguindo eleger 4 deputados (Carlos Augusto Corrêa Paes d’Assumpção, Manuel de Mesquita Borges, Lau Cheok Vá e Leonel Alberto Alves) por sufrágio directo.
Nas eleições legislativas de 1988, a Lista B (União Eleitoral), liderada mais uma vez por Carlos d'Assumpção, conseguiu 6298 votos (31,41%) e 3 deputados (Carlos d'Assumpção, Lao Kuoung Po e Leonel Alberto Alves) por sufrágio directo.

### Órgãos de informação
Em Março de 1975, a ADIM lançou a revista "Confluência", na qual participaram muitos portugueses e macaenses, entre os quais se destacava o advogado e escritor Henrique de Senna Fernandes, que escrevia principalmente sobre cinema. Este órgão de informação serviu para contrariar a influência da revista "Democracia em Marcha", que veiculava as ideias do Centro Democrático de Macau (CDM) desde Novembro de 1974.
Mais tarde, em Outubro de 1982, a ADIM lançou o "Jornal de Macau", em oposição ao "Tribuna de Macau", que apareceu no mesmo mês e que pertencia a Jorge Neto Valente, um dos co-fundadores do CDM. Porém, com a evolução do panorama político de Macau e com a aproximação da data da transferência de soberania, o histórico conflito entre a ADIM e o CDM tornou-se num assunto do passado. Por isso, o "Jornal de Macau" e o "Tribuna de Macau" acabaram por fundir-se no dia 1 de Novembro de 1998, cujo resultado foi o actual Jornal Tribuna de Macau.

## Actualidade
Actualmente, a ADIM não mantém actividades civico-políticas em Portugal, principalmente devido ao facto de Macau não ser mais um território sob administração portuguesa. Mantêm actualmente uma actividade reduzida em Macau, porque apareceram novos movimentos civico-políticos de matriz chinesa que gozam de crescente popularidade em Macau e também porque o seu co-fundador e líder histórico, Carlos d'Assumpção, já não estar vivo (morreu em 1992). A ADIM não consegue actualmente eleger deputados para a Assembleia Legislativa de Macau.
A sua sede localiza-se na Estrada D. João Paulino, na Freguesia de S. Lourenço.